# Ceglédbercel-Cserő (nádraží)
Ceglédbercel-Cserő je železniční stanice v maďarské obci Ceglédbercel, které se nachází v župě Pešť. Stanice byla otevřena v roce 1847, kdy byla zprovozněna trať mezi Budapeští a Szolnokem.

## Provozní informace
Stanice má celkem 2 nástupiště a 3 nástupní hrany. Ve stanici není možnost zakoupení si jízdenky a je elektrizovaná střídavým proudem 25 kV, 50 Hz. Provozuje ji společnost MÁV.

## Doprava
Zastavují zde pouze osobní vlaky do Kecskemétu, Szolnoku a Budapešti. Projíždějí zde vnitrostátní vlaky InterCity.

## Tratě
Stanicí prochází tato trať:
- Budapešť–Cegléd–Szolnok (MÁV 100a)